# Harpactea piligera
Harpactea piligera este o specie de păianjeni din genul Harpactea, familia Dysderidae. A fost descrisă pentru prima dată de Thorell, 1875.
Este endemică în Italia. Conform Catalogue of Life specia Harpactea piligera nu are subspecii cunoscute.